# Municipio de Elkhorn Grove
El municipio de Elkhorn Grove (en inglés: Elkhorn Grove Township) es un municipio ubicado en el condado de Carroll en el estado estadounidense de Illinois. En el año 2010 tenía una población de 229 habitantes y una densidad poblacional de 4,53 personas por km².

## Geografía
El municipio de Elkhorn Grove se encuentra ubicado en las coordenadas 41°58′39″N 89°42′54″O / 41.97750, -89.71500. Según la Oficina del Censo de los Estados Unidos, el municipio tiene una superficie total de 50.5 km², de la cual 50,5 km² corresponden a tierra firme y (0 %) 0 km² es agua.

## Demografía
Según el censo de 2010, había 229 personas residiendo en el municipio de Elkhorn Grove. La densidad de población era de 4,53 hab./km². De los 229 habitantes, el municipio de Elkhorn Grove estaba compuesto por el 93,01 % blancos, el 2,18 % eran afroamericanos, el 1,31 % eran amerindios, el 0,44 % eran de otras razas y el 3,06 % eran de una mezcla de razas. Del total de la población el 1,31 % eran hispanos o latinos de cualquier raza.